# Позняков Гаврило Петрович
Гаврило Петрович Позняков (1857 — 3 листопада 1917) — архітектор, цивільний інженер, підприємець, домовласник. Гласний Київської міської думи і член її будівельної комісії, голова Київського зібрання домовласників, староста Володимирського собору.

## Освіта
- 1877—1882 — Будівельне училище в Петербурзі, здобув звання цивільного інженера і чин X класу.

## Кар'єра
- В 1883, після навчання один рік працював в Товаристві Південно-Західних залізниць.
- З 1884 — молодший архітектор будівельного відділення Київського губернського правління.
- 1893 — звільнений з посади молодшого губернського архітектора через «полное несоответствиее его нравственных и служебных качеств с возложенными на него… обязанностями»[3].

Позняков заснував власну фірму з проектування господарських споруд у приватних садибах. Він почав купувати земельні ділянки, на яких зводив прибуткові будинки за власними проектами — переважно у формах неоренесансу.
Позняков придбав садибу на розі нинішніх бульвару Шевченка та вулиці Пирогова (навпроти теперішньої станції метро «Університет») і за власним проектом спорудив там великий прибутковий будинок.
Так само за своїм проектом підприємець звів прибутковий будинок у власній садибі на нинішній вулиці Лисенка (поруч із Золотими Воротами, вул. Лисенка № 1). Побудувавши в глибині садиби флігель, Позняков відкрив у ньому дешевий готель.
Біля Козиного болота (нині — Майдан Незалежності) підприємець придбав велику земельну ділянку, яка одним краєм виходить на вулицю Софійську, а іншим — на Малу Житомирську.
Тут він (теж за власним проектом) збудував триповерховий будинок, у якому відкрив чи не найрозкішніші у Києві лазні. Вони були обладнані за зразком давньоримських терм: з мармуровими ваннами, лавами, фонтанами і мозаїчною підлогою.
Поруч Позняков звів чотириповерховий прибутковий будинок, у якому розмістилися ресторан, перукарня та кілька магазинів.
Ще одну садибу архітектор придбав між нинішніми вулицями Трьохсвятительською та Михайлівською. Там 1912 року він за проектом інженера Катеринича спорудив на схилі гори унікальний прибутковий будинок, перший поверх якого по Трьохсвятительській є одночасно четвертим поверхом з подвір'я.
Для себе Позняков збудував 1898 року на теперішній вулиці Івана Франка двоповерховий особняк, якому пізніше був надбудований третій поверх.
1902 року у глибині садиби він звів ще 2 прибуткових будинки. Через необережність будівельника був зруйнований сусідній флігель Товариства Південно-Західних залізниць.

## Творчість
Спроектував у формах неоренесансу і збудував у Києві власні:
- Житловий будинок на розі бульвару Шевченка і вул. Пирогова,
- Житловий будинок на вул. Лисенка № 1 (1892)[4]
- Житловий будинок на ділянці між вулицями Малою Житомирською № 3 і Софійською № 4, де крім житлових квартир знаходились «лазні Познякова»,
- Житловий будинок між вулицями Трьосвятительською № 11 — 13 і Михайлівською № 24 (автор інж. В. Катеринич),
- Особняк на вул. Івана Франка № 19.

## Різне
Був зятем власника годинникової торгівлі Целестина Верле. 